# Jerzy Wuttke
Jerzy Józef Wuttke (ur. 29 sierpnia 1945 w Chorzowie, zm. 18 września 2024) – polski plastyk, nauczyciel akademicki i polityk, profesor sztuk plastycznych, poseł na Sejm X i II kadencji (1989–1991, 1993–1997).

## Życiorys
W 1969 ukończył studia na Wydziale Projektowania Form Przemysłowych Akademii Sztuk Pięknych w Krakowie. Uzyskał następnie stopnie naukowe doktora i doktora habilitowanego. Otrzymał tytuł profesora sztuk plastycznych. Zawodowo był związany z Akademią Sztuk Pięknych w Katowicach. Kierował Katedrą Wzornictwa na Wydziale Grafiki, Malarstwa i Wzornictwa. Objął funkcję przewodniczącego rady naukowej Instytutu Wzornictwa Przemysłowego. Wykładał także w Górnośląskiej Wyższej Szkole Pedagogicznej im. Kardynała Augusta Hlonda. Od 1969 członek Związku Polskich Artystów Plastyków.
W 1980 wstąpił do Niezależnego Samorządnego Związku Zawodowego „Solidarność”. W latach 1989–1991 sprawował mandat posła na Sejm X kadencji wybranego z ramienia Komitetu Obywatelskiego. W wyborach w 1991 bez powodzenia ubiegał się o mandat senatora w województwie katowickim z ramienia Kongresu Liberalno-Demokratycznego. W latach 1993–1997 był posłem na Sejm II kadencji z listy Bezpartyjnego Bloku Wspierania Reform. Należał do liderów powstałego na skutek rozpadu BBWR Ruchu Solidarni w Wyborach. W 1997 nie uzyskał reelekcji z ramienia AWS.
Był także wśród inicjatorów powołania Związku Górnośląskiego, w latach 1997–2000 pełnił funkcję prezesa tej organizacji. Był członkiem Katowickiego Społecznego Komitetu Poparcia Jarosława Kaczyńskiego w przedterminowych wyborach prezydenckich w 2010.

## Odznaczenia
- Krzyż Kawalerski Orderu Odrodzenia Polski (1999)[5].
- Srebrny Krzyż Zasługi (1978)
- Złota odznaka „Zasłużony w rozwoju województwa katowickiego”[6]